# Automotore FS 214

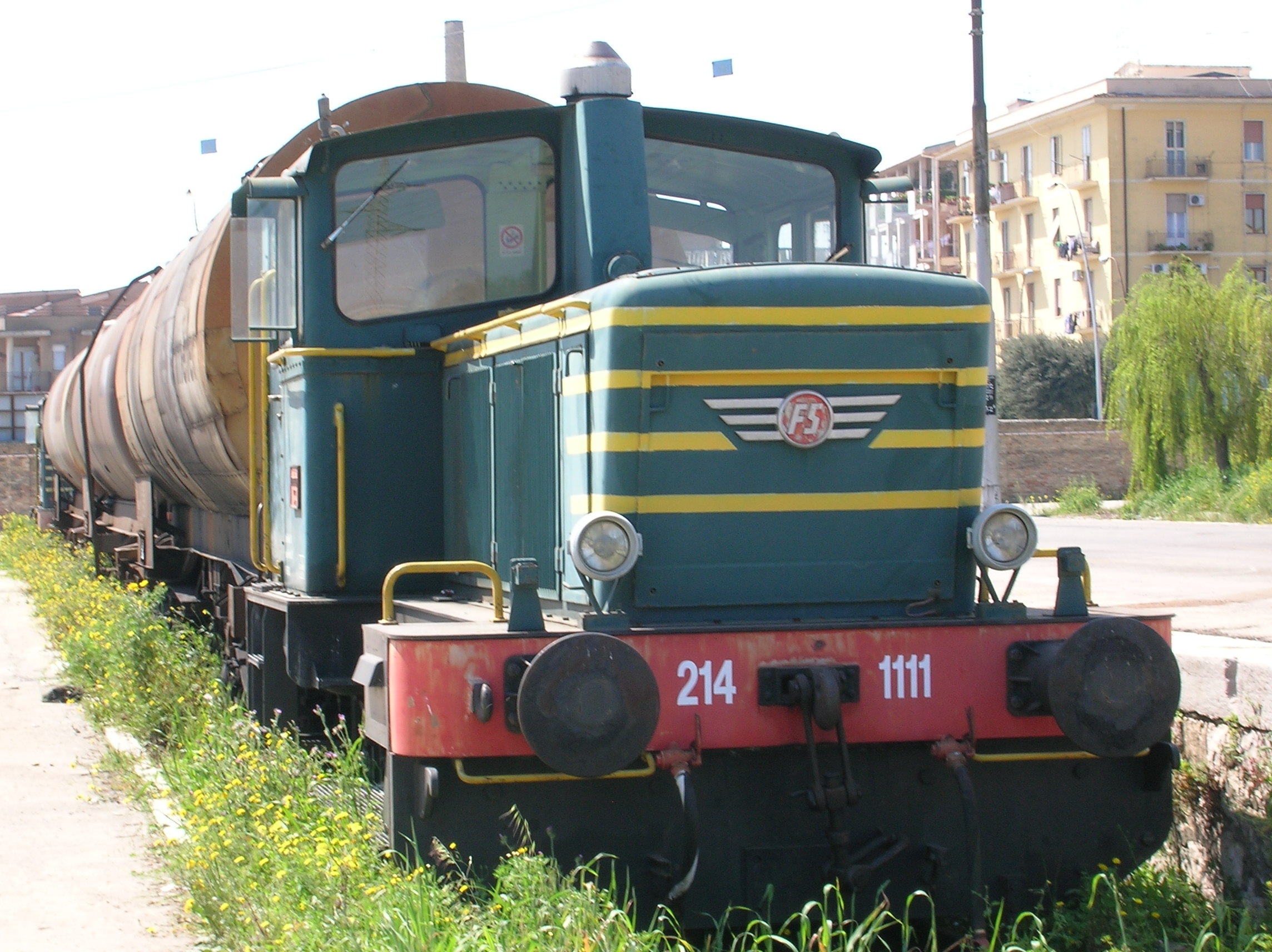
214.1111 allo scalo merci di San Severo (FG)

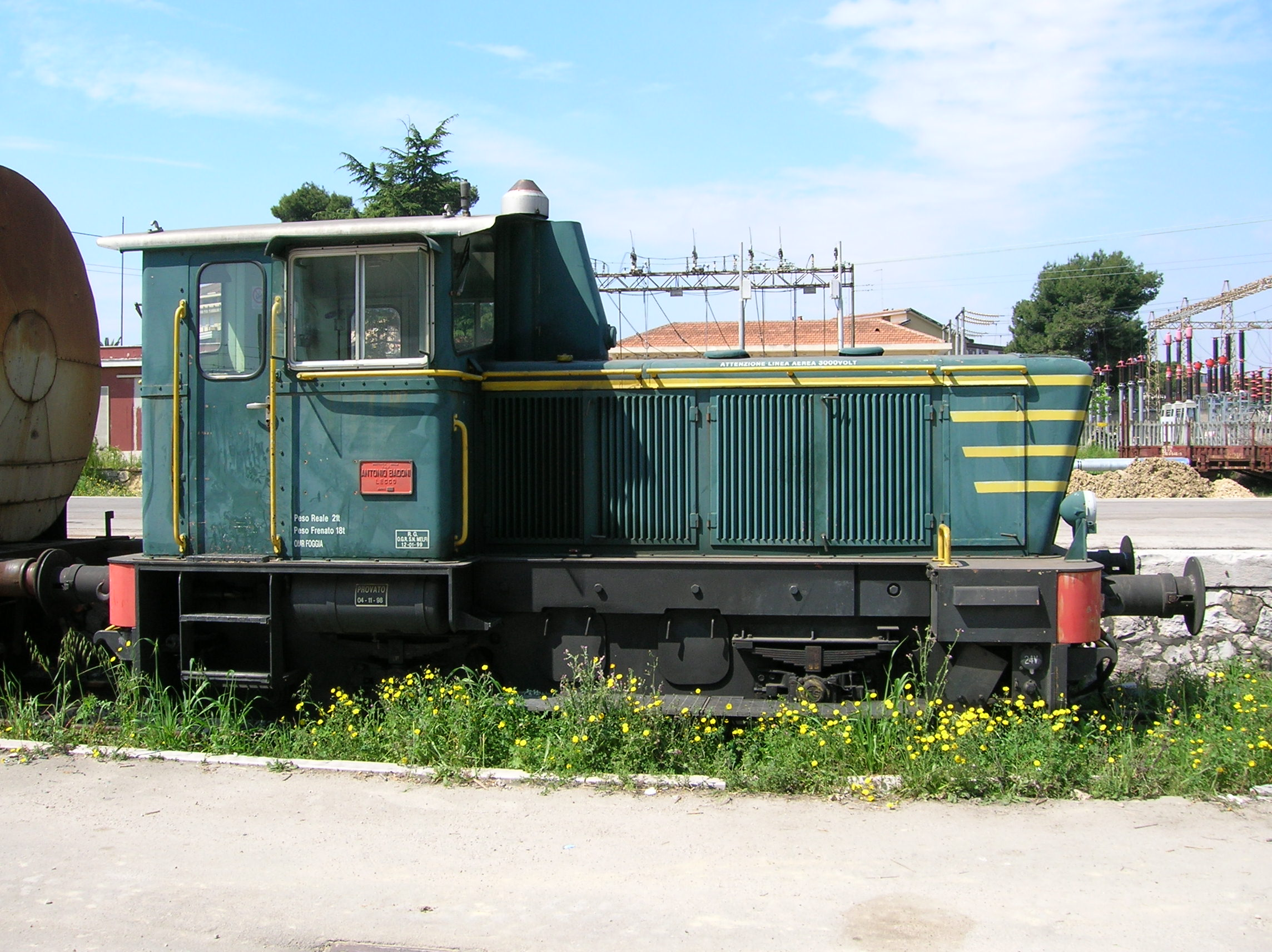
214.1111 allo scalo merci di San Severo (FG)

Gli automotori FS 214 sono locomotive da manovra a scartamento normale che hanno iniziato a prestare servizio, nelle Ferrovie dello Stato italiane, a partire dal 1964 con la prima serie, 214.7000 costruita in 20 esemplari tra il 1964 e 1965. Sono state costruite in grande numero in tempi ed ordinazioni successive diffondendosi, in varie serie diverse (tra cui la più numerosa è la "4000") negli impianti ferroviari di tutta la rete italiana. La seconda serie, la 1000, è stata costruita in 156 esemplari tra il 1970 e 1979.

## La serie 214.4000
Le locomotive della serie 4000 costruite, in numero di 319 unità tra il 1979 e il 1986, dagli stabilimenti di produzione SOCIMI di Milano, Antonio Badoni Lecco e Officine Greco vennero progettate con lo scopo di sostituire in alcuni servizi, di manovra e di brevi tradotte in linea, le locomotive di manovra dei gruppi più obsoleti, tra cui le Sogliole e le 213, 215 e 218 ormai per lo più in cattivo stato. La prima ordinazione venne fatta nel 1978 e l'anno successivo vennero consegnate le prime due unità prototipo immatricolate come 214.4001-4002.

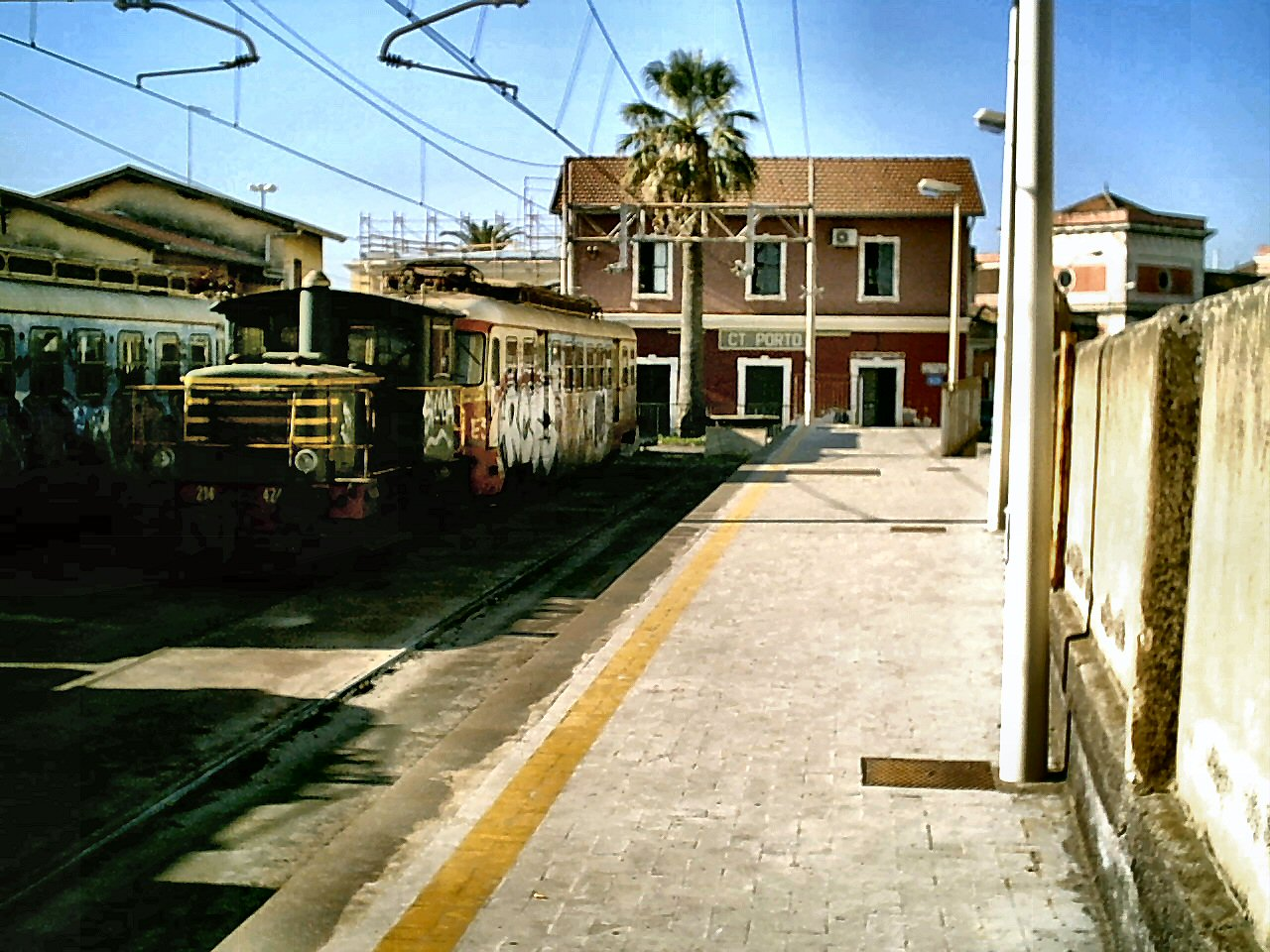
214.4000 FS all'opera sulla Metropolitana di Catania

Il progetto congiunto SOCIMI-FS prevedeva la costruzione di una piccola e versatile locomotiva che adottava un motore diesel a 4 tempi a iniezione diretta a 8 cilindri disposti a "V" raffreddato ad aria; il modello era l'LM 7300 prodotto dagli Stabilimenti Meccanici VM di Cento da 175 kW di potenza a 1800 giri al minuto ma tarato a 95 kW allo scopo di sfruttarne le possibilità con un buon margine di sovraccarico momentaneo e quindi di durata ed affidabilità. L'impostazione generale della locomotiva, scelta dalle FS, prevedeva di massima le stesse caratteristiche complessive delle serie 214.1000 e macchine simili rifuggendo da soluzioni più moderne e differenti. Per la trasmissione del moto fu scelto quindi il convertitore idraulico di coppia Voith del tipo L33U, costruito dalla Breda su licenza, con tre marce selezionabili che permettevano di raggiungere le velocità di 11, 21 e 35 km/h. In manovra invece era stabilito, mediante un selettore un diverso rapporto di trasmissione che limitava la velocità a 20 km/h. La trasmissione era seguita da un riduttore-invertitore Breda che infine trasmetteva il moto alle ruote per mezzo di due catene tipo duplex.
Nella progettazione della struttura sono state tenute in conto l'insonorizzazione della cabina di guida e la sicurezza prevedendo corrimani all'intorno sui praticabili e accesso alla cabina centrale posteriore mediante un terrazzino di accesso.
La categoria di bassa potenza scelta ha permesso, con la razionalizzazione degli incarichi di condotta, di assegnarle direttamente alle stazioni e di abilitarne alla guida il personale delle squadre di manovra.
La locomotiva è dotata di impianto frenante ad aria compressa con freno Westinghouse. Anche le sabbiere sono azionate ad aria compressa.

## Unità assegnate a Mercitalia Shunting e Terminal
Dal 2017 gli automotori 214 assegnati a Mercitalia Shunting e Terminal (ex Serfer) sono in totale 39.
- 2 Automotori 214 assegnate al deposito di Alessandria/Novara.
- 7 Automotori 214 assegnate al deposito di Bologna San Donato.
- 1 Automotore 214 assegnata al deposito di Messina
- 3 Automotori 214 assegnate al deposito Cervignano Smistamento
- 2 Automotori 214 assegnate al deposito di Livorno
- 6 Automotori 214 assegnate al deposito Maddaloni Marcianise Smistamento
- 7 Automotori 214 assegnate al deposito Milano Smistamento
- 4 Automotori 214 assegnati al deposito Roma San Lorenzo
- 2 Automotori 214 assegnati al deposito Torino Orbassano
- 5 Automotori 214 assegnati al deposito di Verona
- 2 Automotori 214 assegnati al deposito di Milano Greco Pirelli

## Unità preservate da Fondazione FS
- SERIE 1000
- 214 1010, deposito locomotive di Palermo in attesa di restauro
- 214.1051, in fase di restauro presso ARSMS ETS Milano Smistamento
- SERIE 4000
- 214.4067, preservata presso DL La Spezia Migliarina
- 214 4256, Porto Empedocle in attesa di restauro